# Κ-Hefutoxin 1
κ-Hefutoxin 1 ist ein Toxin aus dem Skorpion Heterometrus fulvipes.

## Eigenschaften
Hefutoxin ist ein Protein und Skorpiontoxin aus dem Skorpion Heterometrus fulvipes, wie auch κ-Hefutoxin 2. Es verlangsamt die Aktivierung des Kaliumkanals Kv1.3/KCNA3 und hemmt Kv1.3/KCNA3 und Kv1.2/KCNA2, nicht  aber Kv1.1/KCNA1. Zu den Toxinen κ-Hefutoxin 1 und 2 sind keine strukturell verwandten Proteine bekannt.